# Іван Демиденко
Іва́н Демиде́нко (*до 1619 — †після 1669) — український військовик доби Гетьманщини. Генеральний обозний в уряді Петра Дорошенка (1665-1668), канівський полковник (1662-1665).

## Життєпис
Походження невідоме. У Реєстрі 1649 згаданий як козак Андріївої сотні Канівського полку. 1654 — київський полковий обозний (можливо, це був інший Іван Демиденко). 1659 — полковий старшина Канівського полку. Брав участь у Конотопській битві.
Підтримував Юрія Хмельницького. У листопаді 1662 призначений канівським полковником замість Івана Лизогуба, страченого гетьманом за зраду. Очолював полк під час походу короля Речі Посполитої Яна ІІ Казимира на Лівобережну Україну 1663-1664 років. У травні 1664 втратив полкове місто, яке зайняли війська лівобережного гетьмана Івана Брюховецького. Брюховецький призначив канівським полковником Федора Панченка. Демиденко контролював частину полку, що залишилась вірною П. Тетері.
1664 був у посольстві гетьмана П. Тетері на сейм у Варшаві. На раді в Чигирині 10 жовтня 1665 підтримав обрання гетьманом Петра Дорошенка. Сам обраний генеральним обозним при Дорошенкові. Брав участь у боях з військом Речі Посполитої, поставив підпис під Підгаєцькою угодою 1667.
На початку 1668 втратив посаду, яка дісталась Якову Корицькому. Залишився у колі довірених осіб гетьмана Дорошенка. У жовтні 1669 разом з чигиринським полковим писарем Савою Ковальським очолює делегацію Війська Запорозького на коронаційному сеймі Міхала Вишневецького. Домагається визнання урядом Речі Посполитої суверенітету Правобережного Гетьманату з правом відмежовуватися від Польщі кордоном. Повертаючись до Чигирина, між Котелянкою та Паволоччю разом з іншими посланцями потрапляє у полон до білгородських татар. Подальша доля невідома.